# روبرت ماكليلان (رجل أعمال)
روبرت ماكليلان (بالإنجليزية: Robert McClellan)‏ هو شخصية أعمال أمريكي، ولد في 1747 في مقاطعة لندنديري في المملكة المتحدة، وتوفي في 8 أكتوبر 1817 في ألباني في الولايات المتحدة.